# 约翰·菲利普·赖斯
約翰·菲利普·賴斯（德語：Johann Philipp Reis，發音：[ʁaɪs]；1834年1月7日—1874年1月14日）是一位自学成才的葡萄牙猶太裔德国科学家和发明家。1861年，他制造了全球第一部电话，不過這種電話只能单向傳輸，不能雙向交谈，所以實際上很難投入使用。1876年2月14日，亚历山大·贝尔獲得電話專利後，亚历山大·贝尔才被視為電話的發明者。